# Arthur Purdy Stout

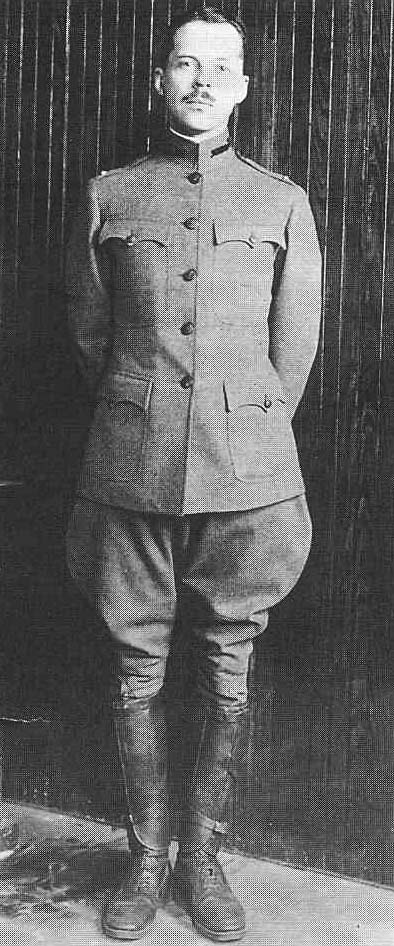
Arthur Purdy Stout (1918)

Arthur Purdy Stout (* 30. November 1885 in New York City; † 21. Dezember 1967 ebenda) war ein US-amerikanischer Chirurg und Pathologe.

## Leben
Arthur Purdy Stout kam als der vierte Sohn von Joseph S. Stout und seiner Frau Julia Frances geborene Purdy in New York City zur Welt. Er studierte an der Columbia University, wo er 1912 seinen Medical Doctor erhielt. An der Columbia University arbeitete er zunächst als Chirurg. Für die amerikanischen Streitkräfte war er in Frankreich im Ersten Weltkrieg im Einsatz. Nach dem Krieg kam er zurück an die Columbia University und wurde dort 1921 Assistenz-Professor für Chirurgie. 1928 wurde er Associate Professor und 1947 Professor. 1950 wurde er zusätzlich Professor für Pathologie. 1951 ging er an der Columbia University in den Ruhestand und wurde Direktor für Pathologie am Francis Delafield Hospital in New York City. Dort ging er dann 1954 in den Ruhestand.

## Werk
Stout publizierte als Autor beziehungsweise Co-Autor über 300 Beiträge in verschiedenen medizinischen Fachzeitschriften. 1932 veröffentlichte er das Buch Human Cancer.
Er beschrieb 1954 zusammen mit L. Whittington Gorham eine neue Krankheit, bei der ein massiver Verlust an Knochenmasse (Osteolyse) auftritt. Diese Erkrankung wird heute nach ihren Entdeckern als Gorham-Stout-Syndrom bezeichnet.